# Kichinga!
Kichinga! är den svenska reggae-artisten Syster Sols andra musikalbum som soloartist.

## Låtlista
| Nr  | Titel                                                                                   | Längd |
| --- | --------------------------------------------------------------------------------------- | ----- |
| 1.  | Kichinga                                                                                | 1:21  |
| 2.  | Secret Place                                                                            | 3:56  |
| 3.  | Kärleksrevolt (featuring Aki, Dani M och General Knas)                                  | 4:11  |
| 4.  | Guided                                                                                  | 4:03  |
| 5.  | Special Place (featuring Promoe)                                                        | 3:55  |
| 6.  | Dansa                                                                                   | 3:43  |
| 7.  | Through You                                                                             | 3:23  |
| 8.  | Vad sysslar vi med 2011                                                                 | 2:44  |
| 9.  | Safe                                                                                    | 4:15  |
| 10. | For My Own Eye                                                                          | 3:57  |
| 11. | Bland dom (featuring Etzia, Cleo, Serengeti, Hanouneh, Miss Relli, Frida Scar och Leia) | 6:58  |
| 12. | Sunshine                                                                                | 3:48  |